# Rally Rías Baixas de 2014
El Rally Rías Baixas de 2014 fue la 50.ª edición y la tercera ronda de la temporada 2014 del Campeonato de España de Rally. Se celebró del 30 de mayo al 1 de junio y contó con un itinerario de diez tramos sobre asfalto que sumaban un total de 180,28 km cronometrados.

## Itinerario
| Día   | Tramo | Nombre            | Distancia | Hora     | Ganador             | Tiempo       | Líder rally    |
| ----- | ----- | ----------------- | --------- | -------- | ------------------- | ------------ | -------------- |
| Día 1 | TC 01 | Chenlo- Morgadans | 11,010 km | 18:16 h. | Alberto Meira       | 6:18.3       | Alberto Meira  |
| Día 1 | TC 02 | Nigrán            | 16,710 km | 18:49 h  | Alberto Meira       | 10:47.7      | Alberto Meira  |
| Día 1 | TC 03 | Chenlo- Morgadans | 11,010 km | 20:54 h  | Sergio Vallejo      | 6:16.6       | Alberto Meira  |
| Día 1 | TC 04 | Nigrán            | 16,710 km | 21:27 h. | Alberto Meira       | 10:48.7      | Alberto Meira  |
| Día 2 | TC 05 | Fornelos          | 30,320 km | 09:57 h. | Sergio Vallejo      | 17:52.7      | Sergio Vallejo |
| Día 2 | TC 06 | Ponteareas        | 17,840 km | 10:58 h. | Alberto Meira       | 11:00.8      | Alberto Meira  |
| Día 2 | TC 07 | As Neves          | 14,010 km | 13:08 h. | Neutralizado        | Neutralizado | Sergio Vallejo |
| Día 2 | TC 08 | Ponteareas        | 17,840 km | 13:59 h. | Sergio Vallejo      | 11:00.5      | Sergio Vallejo |
| Día 2 | TC 09 | Fornelos          | 30,320 km | 16:07 h. | Sergio Vallejo      | 18:13.4      | Sergio Vallejo |
| Día 2 | TC 10 | As Neves          | 14,010 km | 17:22 h. | Miguel Ángel Fuster | 8:44.1       | Sergio Vallejo |

## Clasificación final
| Pos. | Piloto                | Copiloto            | Automóvil               | Tiempo    | Diferencia |
| ---- | --------------------- | ------------------- | ----------------------- | --------- | ---------- |
| 1.   | Sergio Vallejo        | Diego Vallejo       | Porsche 997 GT3         | 1:41:25.9 | 0.0        |
| 2.   | Miguel Ángel Fuster   | Ignacio Aviñó       | Ford Fiesta R5          | 1:42:17.3 | +51.4      |
| 3.   | Joan Vinyes           | Jordi Mercader      | Suzuki Swift S1600      | 1:44:51.3 | +3:25.4    |
| 4.   | Gorka Antxustegui     | Alberto Iglesias    | Suzuki Swift S1600      | 1:46:47.3 | +5:21.4    |
| 5.   | Joan Carchat          | Claudi Ribeiro      | Mitsubishi Lancer Evo X | 1:48:28.9 | +7:03.0    |
| 6.   | Francisco Cima        | Alejandro Noriega   | SEAT León Supercopa     | 1:50:32.1 | +9:06.2    |
| 7.   | Esteban Vallín        | Borja Odriozola     | Opel Adam R2            | 1:50:57.2 | +9:31.3    |
| 8.   | Javier Ramos Troitiño | Francisco Lema      | Volkswagen Polo N1      | 1:51:59.6 | +10:33.7   |
| 9.   | David González Gil    | José Antonio Pintor | Renault Clio R3         | 1:52:25.0 | +10:59.1   |
| 10.  | José Alonso Liste     | Javier Prieto       | BMW Mini Rallye N2      | 1:52:39.8 | +11:13.9   |